# Vickers VC10
Die Vickers VC10 der British Aircraft Corporation (BAC) war eines der ersten strahlgetriebenen zivilen Langstreckenflugzeuge. Die Konstruktion des Typs begann Ende der 1950er-Jahre bei Vickers-Armstrongs (Aircraft) Ltd. Ein Teil der zivilen Flotte wurde später zu Tankflugzeugen umgebaut, von denen Anfang 2013 bei der Royal Air Force (RAF) noch sechs Exemplare eingesetzt wurden. Am 25. September 2013 fand der letzte Flug einer VC10 der RAF statt – und damit auch der letzte Flug einer VC10 überhaupt.

## Geschichte

### Entwicklung

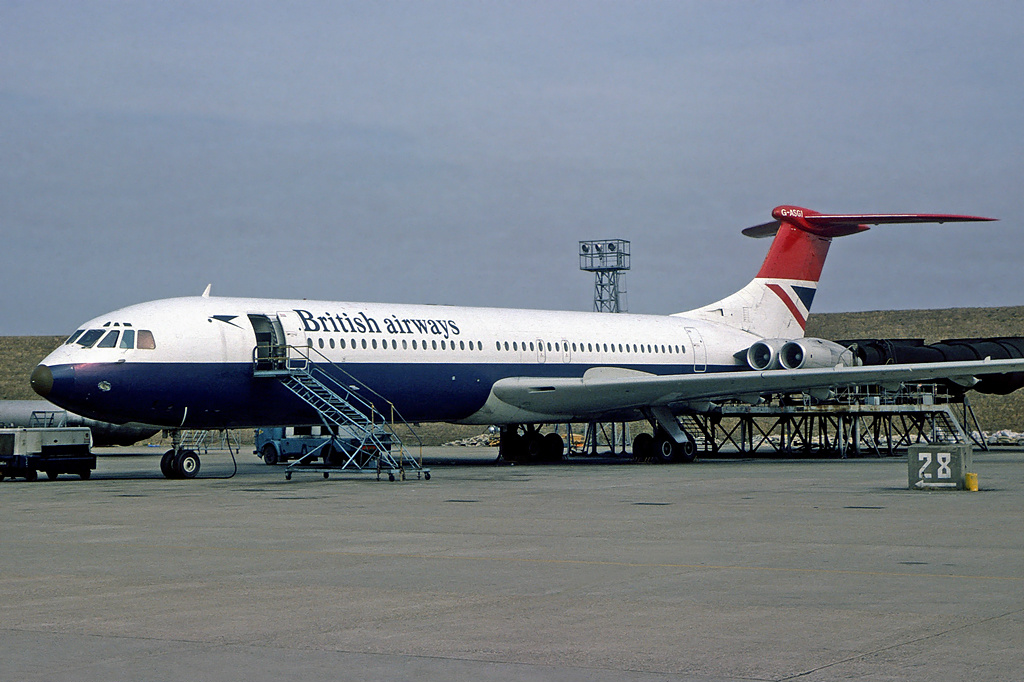
Super VC10 der British Airways am Flughafen London Heathrow, 1975

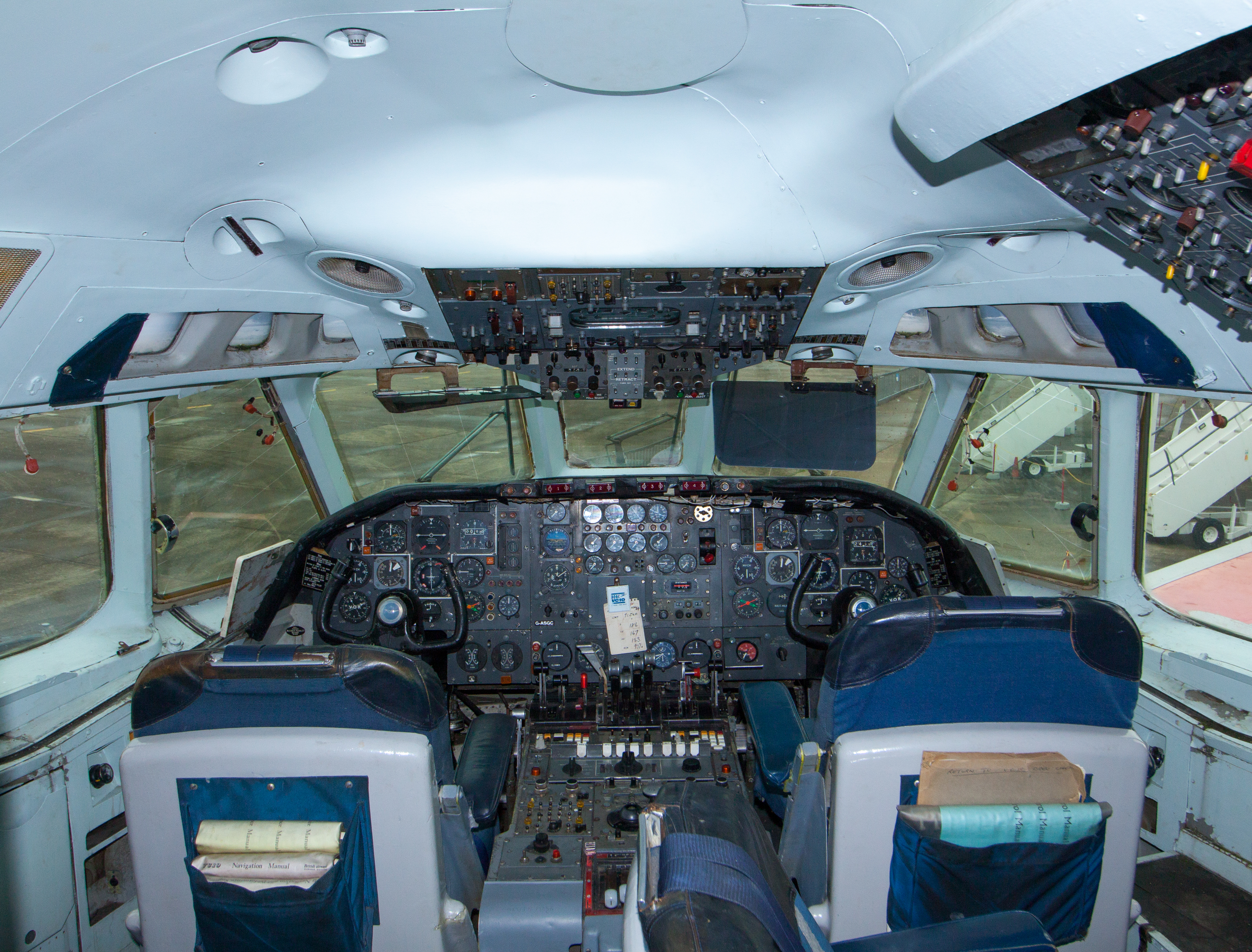
Cockpit einer Vickers VC10 der BOAC

Im Jahr 1956 erhielt Vickers-Armstrongs von der Fluggesellschaft BOAC den Auftrag, ein düsengetriebenes Langstreckenflugzeug zu entwickeln. Es sollte insbesondere den Anforderungen auf den Strecken von London nach Südafrika und Australien gerecht werden. Die konstruktive Auslegung der VC10 unterschied sich deutlich von dem bei dem ersten britischen strahlgetriebenen Verkehrsflugzeug, der De Havilland „Comet“ verwendeten Konzept. Die Erfahrungen hatten gezeigt, dass die Tragflächenkonstruktion mit in den Flächen integrierten Triebwerken sehr störanfällig war. Daher wurde entschieden, die vier Triebwerke am Heck anzubringen. Die Konstruktion basierte in Teilen auf dem Militärtransporterentwurf V-1000 für die RAF von 1952 und dessen zivilem Ableger VC7. Die ursprüngliche Version, deren Prototyp erstmals am 29. Juni 1962 flog, war für 135 Passagiere ausgelegt. Vickers-Armstrongs erhielt am 14. Januar 1958 einen erweiterten Auftrag über 55 Maschinen (35 Bestellungen + 20 Optionen). Die zunehmende Konkurrenz durch die Boeing 707 und die DC-8 wurde jedoch zum Problem, da diese billiger im Unterhalt erschienen. Nach der Konstruktion der um 8,12 m längeren und mit stärkeren Triebwerken ausgerüsteten Super 200 präsentierten daraufhin die Konstrukteure eine neue, verlängerte (aber gegenüber der ursprünglichen VC10 nur 3,9 m längeren) Version, die bis zu 212 Passagiere befördern konnte. Diese Version wurde als Super VC10 bezeichnet. In der Sowjetunion wurde die konzeptionell sehr ähnliche Iljuschin Il-62 gebaut. Im Jahr 1960 wurde der Flugzeugbau von Vickers-Armstrongs, Bristol, English Electric und Hunting Aircraft in der British Aircraft Corporation (BAC) vereinigt. Im Mai 1961 bestellte BOAC 15 VC10 und 35 Super VC10 (einige davon in Frachtkonfiguration ähnlich der C1) bei BAC, änderte und kürzte den Auftrag später jedoch mehrmals, woraufhin die RAF als Abnehmer einsprang.

### Einsatz als Passagierflugzeug
Am 1. April 1965 nahm BOAC den Liniendienst mit der VC10 auf der Strecke London–New York auf. Die Innenausstattung war von dem berühmten britischen Designerpaar Robin und Lucienne Day gestaltet worden. Zu diesem Zeitpunkt war die Fluggesellschaft bereits verstärkt an der Boeing 707 interessiert, da diese leistungsfähiger war. Der staatliche Druck, ein in Großbritannien produziertes Flugzeug zu kaufen, führte letztlich dazu, dass die staatliche BOAC zusätzliche VC10 kaufte. Um möglichst wirtschaftlich zu operieren, setzte BOAC auf Transatlanktikstrecken vor allem die Super VC10 mit ihrer höheren Sitzplatzkapazität ein, während die „Standardausführung“ mit ihrer höheren Leistungsfähigkeit aufgrund des geringeren Gewichts vor allem auf Strecken in den Mittleren Osten eingesetzt wurden.
Weitere Käufer waren vor allem Fluggesellschaften in Afrika und Asien, da das Flugzeug gerade bei höheren Temperaturen deutlich zuverlässiger war als die Konkurrenzmodelle. Letztendlich war der VC10 und der Super VC10 jedoch kein wirtschaftlicher Erfolg beschieden. Insgesamt wurden nur 54 Maschinen gebaut. British Airways, die Nachfolge-Gesellschaft der BOAC, musterte bereits 1981 ihre letzte VC10 aus. Bis zum Ende der 1980er-Jahre wurden auch die restlichen zivilen Maschinen in Afrika und Asien ausgemustert.

### Militärische Nutzung

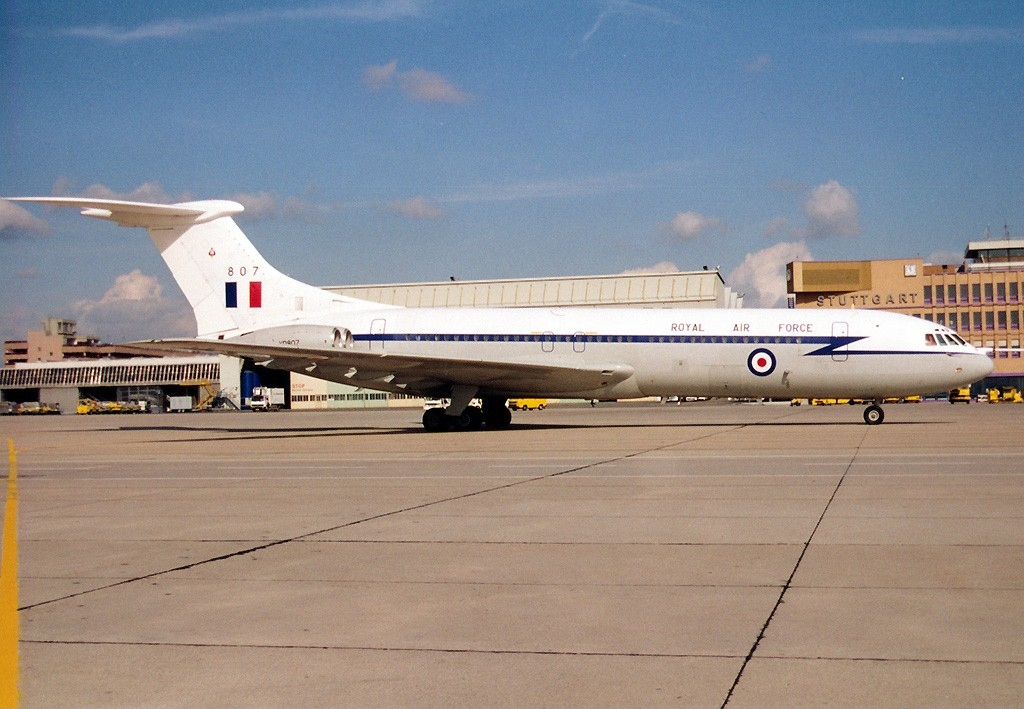
VC10 C1, Passagierversion der Royal Air Force auf dem Flughafen Stuttgart
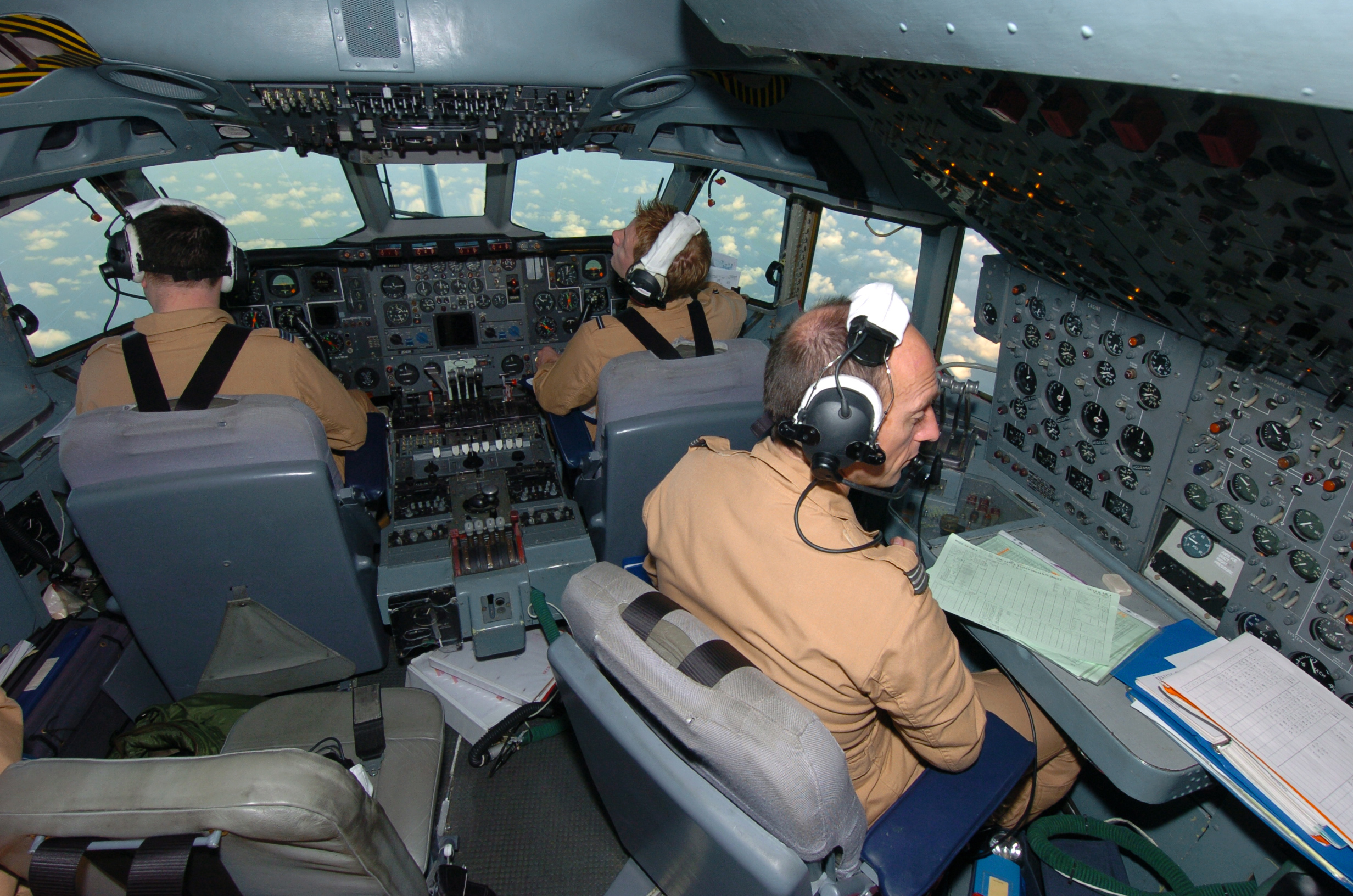
VC10 der Royal Air Force im Januar 2005 über dem Irak

Während die VC10 auf dem zivilen Luftfahrtmarkt scheiterte, hatte sie im militärischen Bereich größeren Erfolg. Bereits 1961 bestellte die britische Royal Air Force fünf VC10 als Transportflugzeuge. Sie waren zu dem Zeitpunkt die leistungsfähigsten und größten Flugzeuge der RAF. Die Auslieferung 14 neugebauter VC10 C1 an die No.10 Squadron in Brize Norton begann 1966 und ab April des folgenden Jahres waren die Maschinen bereits im Einsatz (auf Langstreckentransporten nach Hongkong).
Insgesamt wuchs die Flotte später durch den Ankauf gebrauchter Zivilmaschinen bis 1996 auf 28 Maschinen; für letztere wurde 1984 mit der No. 101 Squadron eine weitere Staffel aufgestellt. Auf den Militärflugplätzen der RAF Germany waren die Transporter ebenfalls regelmäßige Besucher.
Im Jahr 1978 beauftragte die Royal Air Force den Rüstungskonzern British Aerospace mit der Umrüstung der VC10 bzw. Super VC10 zu Tankflugzeugen. Während des Falklandkrieges 1982 führte eine umgerüstete VC10 erstmals eine Luftbetankung durch. Seitdem waren die Flugzeuge – seit 1986 ergänzt durch neun Lockheed L-1011 TriStar – weltweit sowohl als Tank- als auch als Transportflugzeuge im Einsatz. Im April 1987 stellte eine VC10 der RAF mit 16 Stunden, einer Minute und 30 Sekunden einen neuen Weltrekord auf der Strecke London–Sydney auf. In Anlehnung an das Kürzel VC trägt jede der Maschinen den Namen eines Trägers des Victoria Cross, der höchsten militärischen Auszeichnung des Vereinigten Königreichs.
Aufgrund ihres hohen Alters und steigender Wartungs- und Reparaturkosten sollten die VC10 dennoch bis 2010 ausgemustert werden. Als Nachfolgemodell wurde der Airbus A330 ausgewählt. Seit dem Ende der 1990er-Jahre wurde die Flotte um 12 Maschinen auf 16 reduziert, wobei eine VC10 bei einem Betankungsunfall am Boden zerstört wurde. Im Jahr 2005 wurden alle verbliebenen Maschinen der No. 101 Squadron unterstellt; ein Flugzeug war permanent auf dem Militärflugplatz RAF Mount Pleasant auf den Falklandinseln stationiert und dem No. 1312 Flight zugeteilt.

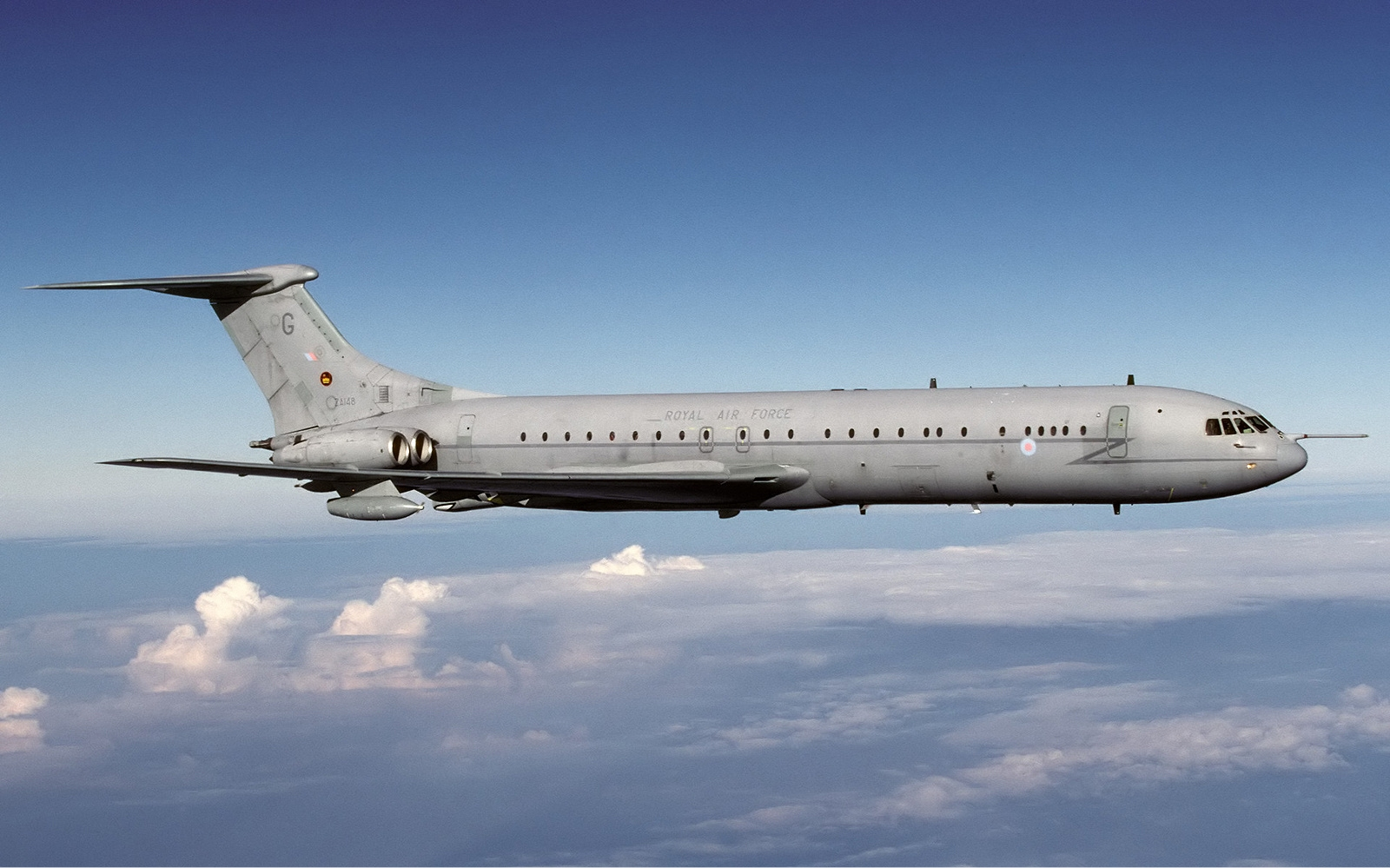
VC10 K3 über der Nordsee, 2000
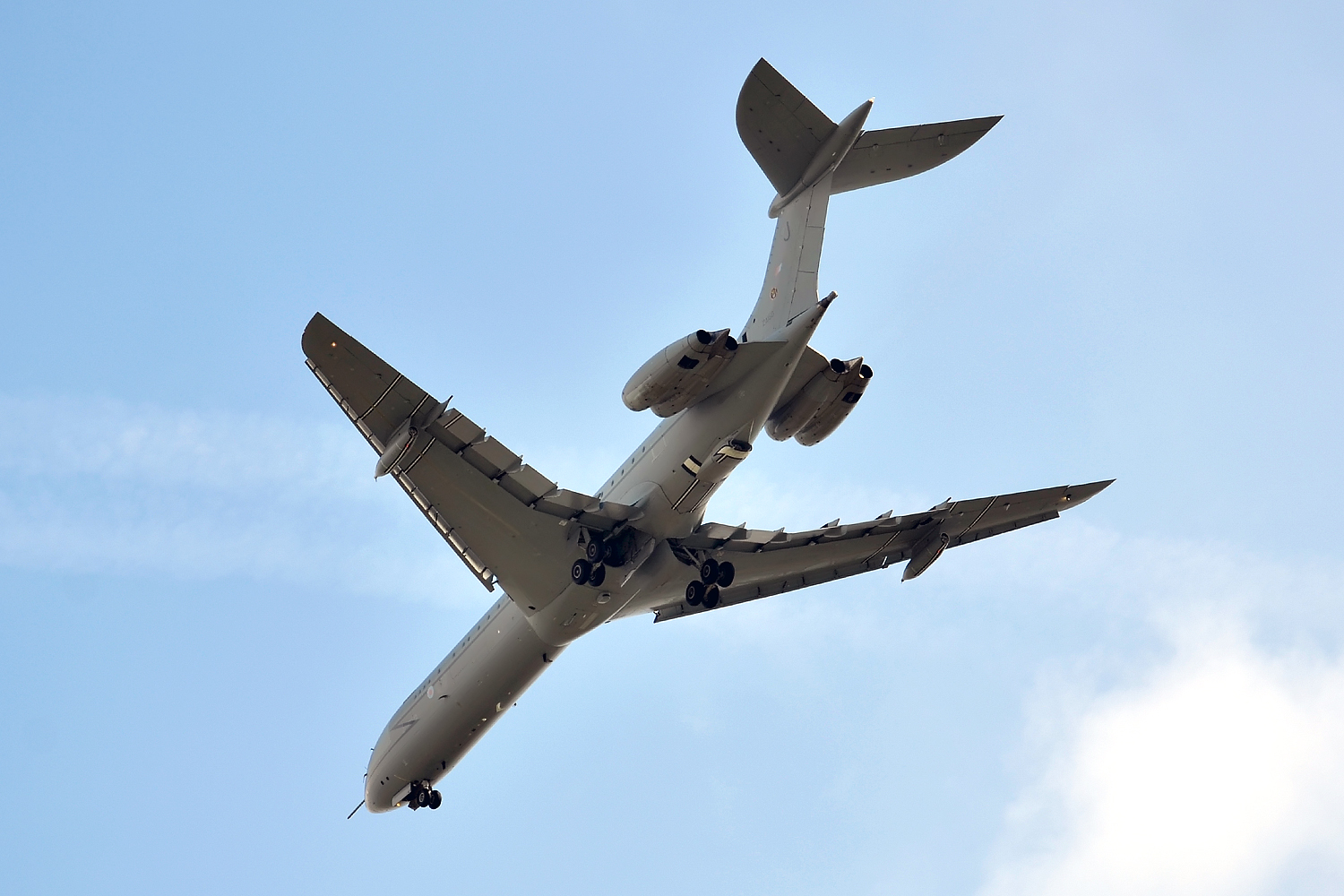
Vorletzter Flug einer VC10 der Royal Air Force, Flugplatz Dunsfold, 24. September 2013

Im Januar 2007 wurde bekannt, dass die verbleibenden Maschinen noch fünf Jahre länger als geplant bis 2015 eingesetzt werden und hierfür noch einmal einer Modernisierung unterzogen werden sollten. Grund hierfür waren Verzögerungen bei der Anschaffung des Future Strategic Tanker Aircraft. Das im Oktober 2010 veröffentlichte Weißbuch sah eine Ausmusterung des Typs bis Mai 2013 vor. Zwischenzeitlich war sogar März 2013 vorgesehen worden, danach sollten die verbliebenen Maschinen jedoch noch bis September 2013 weiterbetrieben werden. In der verbleibenden Zeit sollte die VC10 im Regelfall nur noch als Tanker eingesetzt werden; die Transportaufgaben sollten an die TriStar-Flotte übertragen werden.
Von April bis November 2011 waren drei Tanker zur Unterstützung der NATO in der Libyen-Krise auf dem Flughafen Trapani in Sizilien sowie auf dem Stützpunkt RAF Akrotiri in Zypern stationiert.
Seit 2001 wurde die VC10-Flotte kontinuierlich verkleinert, die nicht mehr benötigten Maschinen wurden zur Verschrottung von RAF Brize Norton nach RAF St Athan und RAF Bruntingthorpe überführt. Im November und Dezember 2011 betraf das drei Flugzeuge („T“, „X“ und „S“), sodass sich im Februar 2012 noch neun von ursprünglich 28 VC10 bei der Royal Air Force im Einsatz befanden:
Die letzten offiziellen Trainingsflüge führte die RAF am 20. September 2013 durch. Die letzten Flüge der beiden Maschinen fanden Ende September 2013 statt. Dabei wurde ZA150 am 24. September 2013 auf den Flugplatz Dunsfold überführt, um im Museum auf dem ehemaligen Flugplatz Brooklands erhalten zu werden. Die letzte VC10 der RAF mit dem Kennzeichen ZA147 wurde am 25. September 2013 nach Bruntingthorpe geflogen, wo sich ebenfalls ein Luftfahrtmuseum befindet.

## Versionen

### Ziviler Einsatz

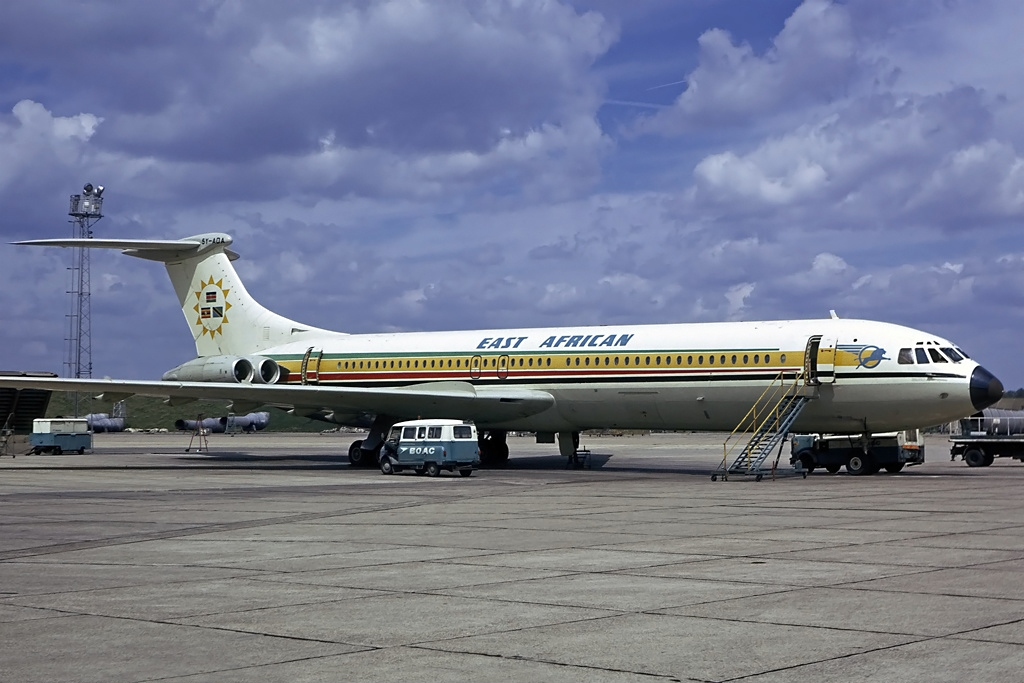
Super VC10 der East African Airways, 1974
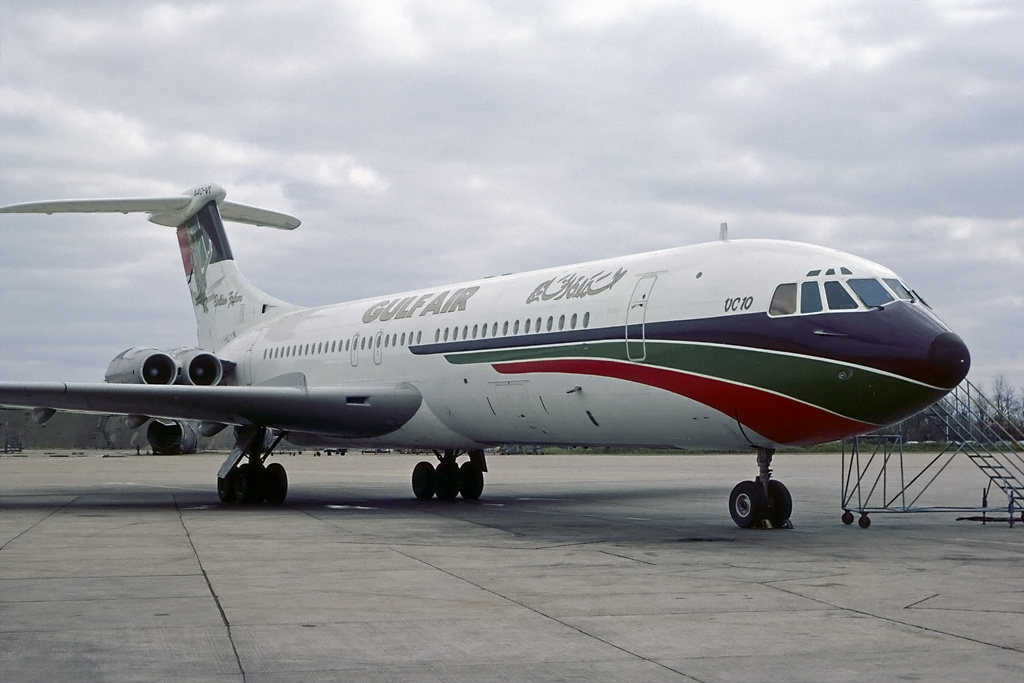
VC-10 der Gulf Air, 1977
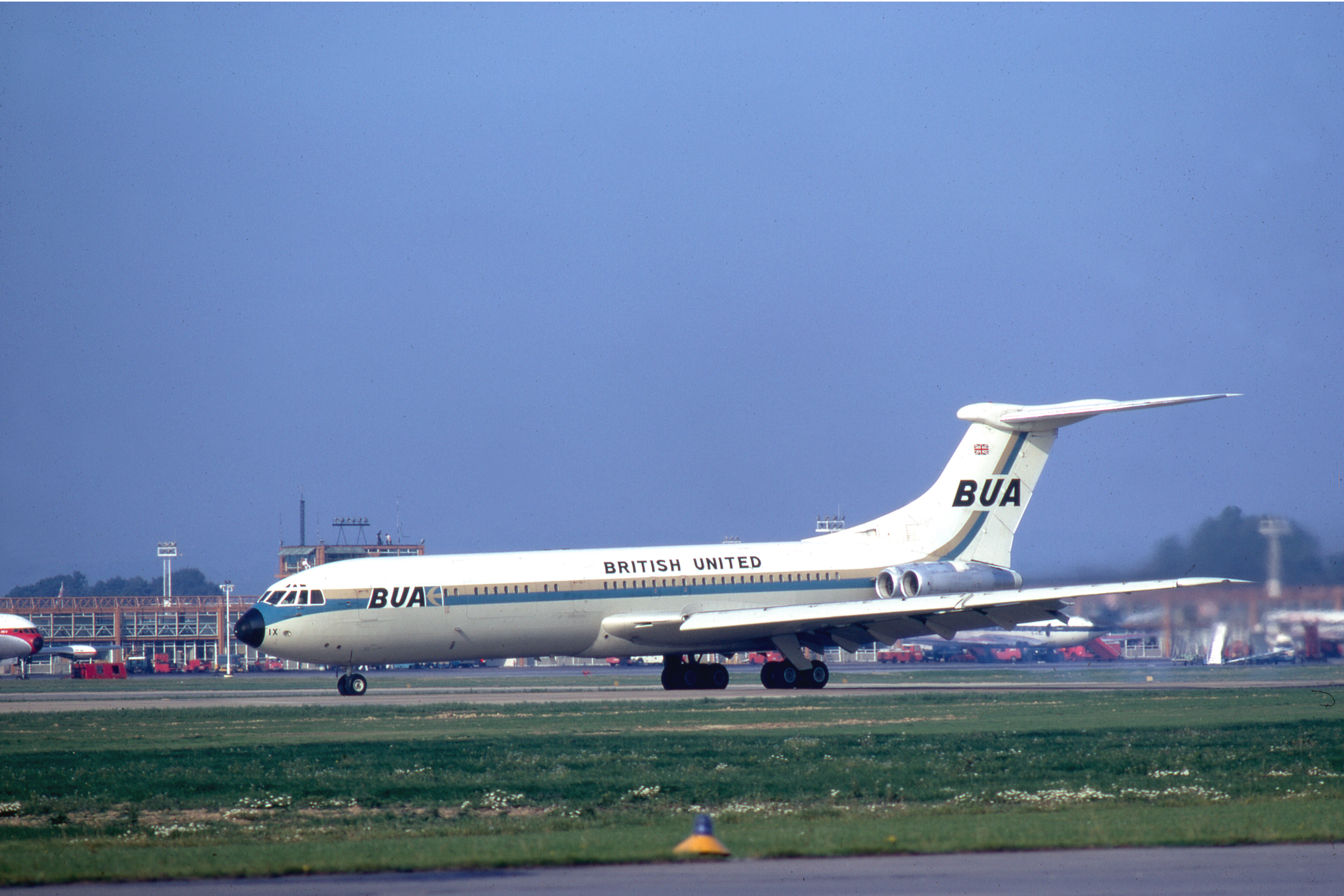
VC-10 der British United Airways, 1969

(40 Exemplare, davon 14 in militärischer Verwendung):
- Vickers V.C.10 Version 1100: Prototyp, ein Exemplar (später umgebaut zu Version 1109)
- BAC VC10 Version 1101: BOAC-Standard, insgesamt 35 Stück bestellt, 12 gebaut
- BAC Standard VC10 Version 1102: Ghana Airways Standard-Kombis, drei Stück gebaut (eine Maschine umgebaut zu Version 1103)
- BAC Standard VC10 Version 1103: British United Airways (BUA) Standard Kombis, zwei gebaut (eine Maschine umgebaut zu 1102)
- BAC Standard VC10 Version 1104: Nigeria Airways Standards, zwei bestellt, keine gebaut
- BAC Standard VC10 Version 1109: Umbau vom Version 1100 zur Vermietung an Laker Airways
- BAC Super VC10 Version 1150: Weiterentwicklung des Modells 1100 zur Super VC10
- BAC Super VC10 Version 1151: BOAC Super, 22 bestellt zu verschiedenen Zeiten, 17 gebaut
- BAC Super VC10 Version 1152: BOAC Super-Kombi, 13 bestellt, keine gebaut
- BAC Super VC10 Version 1154: East African Airways „Super-Kombi“, fünf gebaut

### Militärischer Einsatz
(14 neue und 14 umgebaute Exemplare):
- VC10 C1 (RAF-Bezeichnung der Version 1106): Militärtransportversion für 150 Personen oder 76 Krankentragen mit seitlichem Frachttor (3,55 m × 2,13 m), Turbomeca-Artouste-Hilfsgasturbine im Heck, Luftbetankungssonde und verstärktem Kabinenboden, Erstflug 26. November 1965, 14 gebaut, 13 umgebaut zu VC10 C1K, K2 und K3[8]
- VC10 C1K (RAF-Bezeichnung der Version 1180): 13 zu Transport-/Tankflugzeugen ausgebaute Flugzeuge der militärischen Version 1106 mit Schlauchbehältern unter den Tragflächen, Kraftstoff insgesamt 88 t, bis zu 20 t Nutzlast
- VC10 K2 (RAF-Bezeichnung der Version 1112): fünf Flugzeuge der zivilen Version 1101, die zu Tankern umgebaut wurden, mit drei Schlauchsystemen, zusätzlichen Tanks und nur 17 Sitzen in der Kabine, Erstflug 22. Juni 1982, Kraftstoff insgesamt 97,7 t
- VC10 K3 (RAF-Bezeichnung der Version 1164): vier aus der zivilen Version 1154 zu Tankern umgebaute Exemplare, Erstflug 4. Juli 1984, Kraftstoff insgesamt 97,7 t
- VC10 K4 (RAF-Bezeichnung für Version 1170): fünf Flugzeuge der zivilen Version 1151, die zu Tankern umgebaut wurden, mit drei Schlauchsystemen, aber ohne zusätzliche Tanks in der Kabine, Erstflug 30. Juli 1993, Kraftstoff insgesamt 85,2 t

## Militärische Nutzer
- Royal Air Force
- Qatar Emiri Air Force

## Zwischenfälle
Insgesamt gingen vom Erstflug 1962 bis zum Einsatzende 2013 sieben VC10 bei Unfällen oder kriegerischen Handlungen verloren. Bei zwei davon kam es zu insgesamt 130 Todesfällen. Vollständige Liste:
- Am 28. Dezember 1968 wurde eine VC10 der Ghana Airways (Luftfahrzeugkennzeichen 9G-ABP) bei einem israelischen Bodenangriff auf dem Flughafen Beirut zusammen mit 13 anderen Maschinen zerstört. Das Flugzeug war an Middle East Airlines vermietet.[10]

- Am 20. November 1969 streifte eine VC10 der Nigeria Airways (5N-ABD) beim Anflug ca. 13 Kilometer vor dem Flughafen Lagos aufgrund einer zu geringen Flughöhe mehrere Bäume und stürzte ab. Bei diesem CFIT (Controlled flight into terrain) wurden alle 87 Insassen getötet (siehe auch Nigeria-Airways-Flug 825).[11]

- Am 8. September 1970 entführten palästinensische Terroristen eine VC10 der BOAC (G-ASGN) in die jordanische Wüste zu der verlassenen ehemaligen Luftwaffenbasis Zarqa (Dawson's Field) der Royal Air Force. Dort wurde sie vier Tage später zusammen mit zwei anderen entführten Flugzeugen gesprengt, nachdem alle Passagiere die Maschinen verlassen hatten.[12][13]

- Am 28. Januar 1972 sprang eine Vickers VC10-1100 der British Caledonian Airways (G-ARTA) bei der Landung auf dem Flughafen London-Gatwick (England) in böigen Winden bis zu 28 Knoten insgesamt dreimal wieder in die Luft. Der Rumpf war vor und hinter den Tragflächen zerknittert, ein Bugradreifen war geplatzt und ein Rad hatte sich gelöst. Dadurch war das Flugzeug irreparabel beschädigt und musste verschrottet werden. Alle vier Besatzungsmitglieder, die einzigen Insassen auf dem Überführungsflug, überlebten den Unfall.[14]

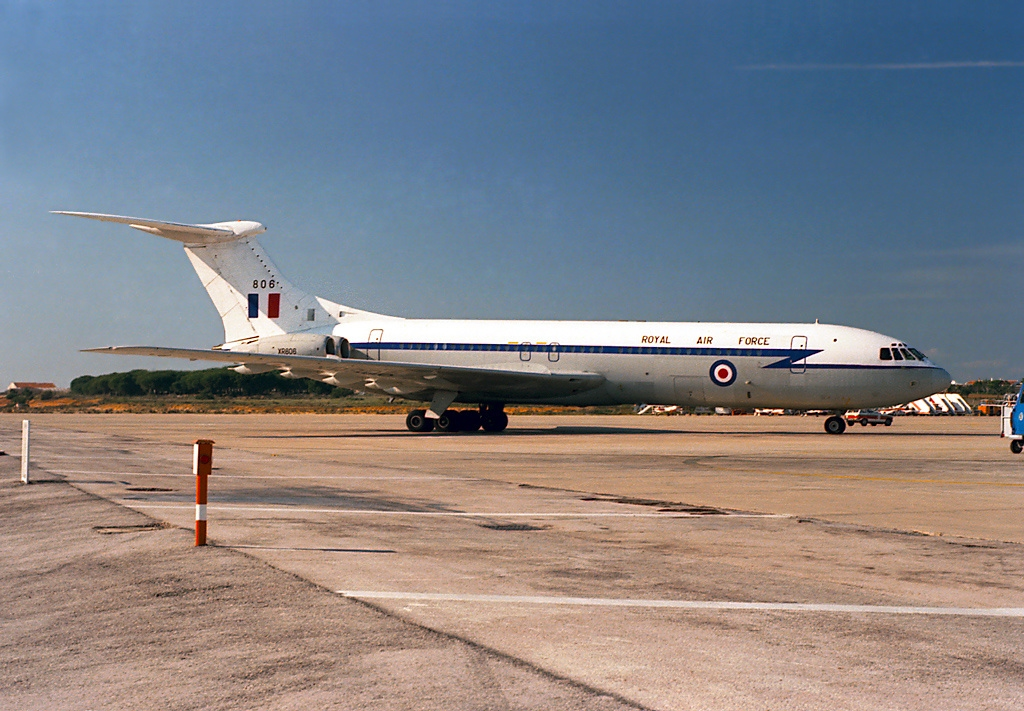
Die 1997 in Brize Norton bei einer Enttankung schwer beschädigte XR806 der Royal Air Force, hier 1987

- Am 18. April 1972 platzte ein Reifen einer startenden VC10 der East African Airways (5X-UVA) auf dem Flughafen Addis Abeba, nachdem er über ein auf der Startbahn liegendes Stahlteil gerollt war. Das Teil gehörte zu einer fünf Stunden vorher gestarteten Cessna 185. Aufgrund eines fehlerhaft reparierten Bremssystems kam die Maschine nach dem sofort eingeleiteten Startabbruch nicht rechtzeitig zum Stehen und schoss über die Startbahn hinaus. Von den  107 Insassen kamen 43 bei dem Unfall ums Leben (siehe auch East-African-Airways-Flug 720).[15][16]

- Am 3. März 1974 wurde eine entführte VC10 der BOAC (G-ASGO) auf dem Flughafen Schiphol von den Entführern in Brand gesetzt und zerstört. Personen kamen nicht zu Schaden.[17]

- Am 18. Dezember 1997 wurde eine VC10 der Royal Air Force (XR806) bei einem Tankunfall auf dem Luftwaffenstützpunkt Brize Norton so schwer beschädigt, dass sie später verschrottet wurde. Es wird davon ausgegangen, dass das Personal vergaß, den Tank im Heck zuerst zu entleeren, sodass die Maschine sich wegen der falschen Gewichtsverteilung aufbäumte und mit dem Heckbereich auf dem Vorfeld aufschlug.[18][19]

## Technische Daten

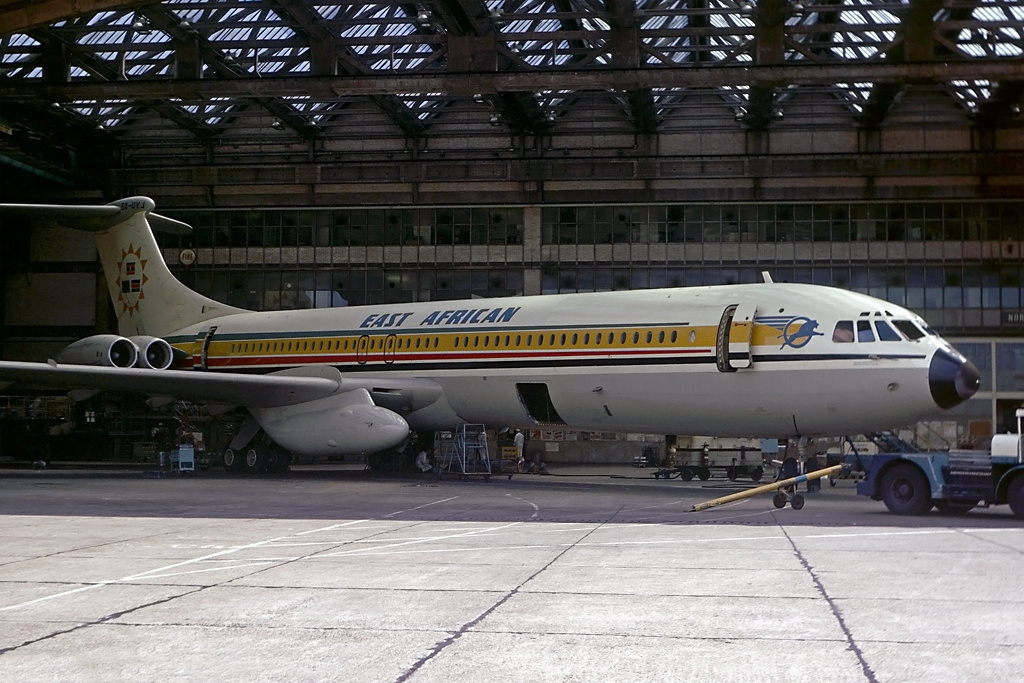
Unter dem Flügel konnte ein Behälter zum Transport eines Ersatztriebwerkes mitgeführt werden

| Kenngröße               | Daten der VC10                             | Daten der Super VC10              |
| ----------------------- | ------------------------------------------ | --------------------------------- |
| Länge                   | 48,36 m (C1K 50,6 m)                       | 52,32 m (K3/K4 54,6 m)            |
| Spannweite              | 44,55 m                                    | 44,55 m                           |
| Höhe                    | 12,04 m                                    | 12,04 m                           |
| Spurweite               | 6,53 m                                     | 6,53 m                            |
| Radstand                | 20,08 m                                    | 20,08 m (K3/K4 21,98 m)           |
| Kabinenlänge            | 28,18 m                                    | 28,18 m (K3/K4 32,00 m)           |
| max. Kabinenbreite      | 3,50 m                                     | 3,50 m                            |
| max. Kabinenhöhe        | 2,26 m                                     | 2,26 m                            |
| Leermasse               | 63,28 t (C1K 66,22 t)                      | 70 t (K3 70,2 t, K4 71,94 t)      |
| max. Startmasse         | 141 t (C1K 146 t)                          | 153 t (K3/K4 151,5 t)             |
| max. Landemasse         | 106,6 t                                    | 106,6 t                           |
| Reichweite              | 9.765 km (6.275 km C1 mit voller Nutzlast) | 11.470 km                         |
| Höchstgeschwindigkeit   | 915 km/h                                   | 933 km/h                          |
| Reisegeschwindigkeit    | 885 km/h                                   | 885 km/h                          |
| Überziehgeschwindigkeit | 182 km/h                                   | 182 km/h                          |
| Dienstgipfelhöhe        | 11.580 m                                   | 11.580 m                          |
| Startstrecke            | 2530 m                                     | 2530 m                            |
| Landestrecke            | 2135 m                                     | 2135 m                            |
| Passagiere              | 135                                        | 176                               |
| Triebwerke              | 4 × Conway 42 Mk301, je 97,8 kN            | 4 × Conway 43 Mk550B, je 100,1 kN |
| Anzahl                  | 32 Flugzeuge                               | 22 Flugzeuge                      |

## Erhaltene Exemplare in Museen
Je eine VC10 befindet sich im Imperial War Museum Duxford, im Royal Air Force Museum Cosford, Shropshire (XR808), auf dem Flugplatz Dunsfold (soll nach Brooklands kommen) und dem Flughafen Newquay, je zwei an ihrem Entstehungsort Brooklands und in Bruntingthorpe. Eine neunte VC10 ist in Hermeskeil zu besichtigen.